# Frans Anatolius Sjöström
Frans Anatolius Sjöström (ur. 1840, zm. 1885) – fiński architekt i nauczyciel akademicki, organizator studiów architektonicznych w Finlandii. W latach 1883−1885 autor przebudowy ratusza w Turku.